# Pierre Labry
Pierre Labry est un acteur français, né le 14 décembre 1885 à Paris 8e et mort le 23 juin 1948 à Paris 16e.

## Biographie
En juillet 1912, âgé de 27 ans, Pierre Honoré Labry émigre au Canada, Québec, à bord du Sicilian en provenance du Havre ; il fait partie d'une troupe de théâtre très probablement française, qui fait des tournées au Canada et aux États-Unis.
Il fut inhumé au columbarium du Père-Lachaise (case 17779, cendres relevées).

## Filmographie
- 1911 : Le Courrier de Lyon d'Albert Capellani
- 1919 : La Croisade de René Le Somptier
- 1921 : Gigolette d'Henri Pouctal
- 1922 : Le Crime du Bouif d'Henri Pouctal
- 1923 : Le Loup-garou de Pierre Bressol et Jacques Roullet
- 1924 : L'Enfant des halles de René Leprince
- 1924 : L'Heureuse Mort de Serge Nadejdine : le capitaine Mouche
- 1925 : Mylord l'Arsouille de René Leprince : Pépin
- 1926 : Paris en 5 jours de Pierre Colombier et Nicolas Rimsky
- 1927 : Feu ! de Jacques de Baroncelli
- 1928 : L'Occident, de Henri Fescourt : Le Goff
- 1928 : L'Équipage de Maurice Tourneur
- 1929 : Trois Jeunes Filles nues de Robert Boudrioz
- 1929 : La route est belle de Robert Florey
- 1930 : L'Anglais tel qu'on le parle de Robert Boudrioz
- 1930 : Mon cœur incognito de Manfred Noa et André-Paul Antoine
- 1930 : La Femme d'une nuit de Marcel L'Herbier
- 1930 : Le Joker d'Erich Waschneck
- 1931 : Les Amours de minuit de Marc Allégret et Augusto Genina
- 1931 : Gagne ta vie de André Berthomieu
- 1931 : Le Réquisitoire de Dimitri Buchowetzki : Peters
- 1931 : Le Coffre-fort (court métrage) d'André Chotin
- 1931 : La Consultation (court métrage) d'André Chotin
- 1931 : Marc 87 de Robert Lencement et Jean Godard
- 1932 : Cœur de lilas d'Anatole Litvak : Charignoul
- 1932 : Les Croix de bois de Raymond Bernard : soldat Bouffioux, le cuistot
- 1932 : Le Joker de Erich Waschneck
- 1932 : Les As du turf de Serge de Poligny
- 1932 : La Couturière de Lunéville d'Harry Lachman
- 1932 : Au nom de la loi de Maurice Tourneur : Ludovic
- 1932 : Les Gaietés de l'escadron de Maurice Tourneur : le réserviste Potiron
- 1932 : Stupéfiants de Kurt Gerron et Roger Le Bon : le docteur
- 1932 : La Chanson d'une nuit de Pierre Colombier et Anatole Litvak : l'inspecteur
- 1932 : Panurge de Michel Bernheim
- 1933 : Rivaux de la piste de Serge de Poligny : Wagmüller
- 1933 : On a volé un homme de Max Ophüls : le balafré
- 1933 : La Mille et Deuxième Nuit d'Alexandre Volkoff : l'eunuque
- 1933 : L'Étoile de Valencia de Serge de Poligny
- 1933 : Un certain monsieur Grant de Gerhard Lamprecht et Roger Le Bon
- 1933 : Don Quichotte de Georg Wilhelm Pabst : l'aubergiste
- 1933 : Du haut en bas de Georg Wilhelm Pabst
- 1933 : Il était une fois de Léonce Perret
- 1934 : La Rue sans nom de Pierre Chenal
- 1934 : Le Miroir aux alouettes de Roger Le Bon et Hans Steinhoff
- 1934 : Le Grand Jeu de Jacques Feyder : le cantinier
- 1934 : Cessez le feu de Jacques de Baroncelli : Lagasse
- 1934 : Aux portes de Paris de Charles Barrois et Jacques de Baroncelli : Léopold
- 1935 : Bibi-la-Purée de Léo Joannon
- 1935 : Pension Mimosas de Jacques Feyder
- 1935 : La Fille de madame Angot de Jean Bernard-Derosne
- 1935 : La Mascotte de Léon Mathot : l'aubergiste
- 1935 : Le Baron tzigane de Henri Chomette
- 1935 : Les Yeux noirs de Victor Tourjanski : le noceur
- 1935 : L'Équipage d'Anatole Litvak
- 1935 : La Kermesse héroïque de Jacques Feyder : l'aubergiste
- 1936 : La Peur de Victor Tourjanski
- 1936 : Les Mutinés de l'Elseneur de Pierre Chenal
- 1936 : Le Mioche de Léonide Moguy : Bourgeon, le père
- 1936 : La Chanson du souvenir de Serge de Poligny et Douglas Sirk
- 1936 : Anne-Marie de Raymond Bernard : le paysan
- 1936 : Puits en flammes de Victor Tourjanski
- 1936 : Frontière 6 kilomètres (court métrage) de Marcel Sablon
- 1936 : Les Bateliers de la Volga de Vladimir Strijevski
- 1936 : Le Roman d'un tricheur de Sacha Guitry : cousin Morlot
- 1936 : Les Gais Lurons de Paul Martin et Jacques Natanson : le barman
- 1937 : Passeurs d'hommes (Mannen overvoerders) de René Jayet : Goliath
- 1937 : Nostalgie de Victor Tourjanski : le valet d'écurie
- 1937 : Gribouille de Marc Allégret : l'inspecteur de police
- 1937 : Gueule d'amour de Jean Grémillon : l'imprimeur
- 1937 : L'Alibi de Pierre Chenal : le premier inspecteur
- 1938 : Le Révolté de Léon Mathot : le quartier-maître [5]
- 1938 : Le Puritain de Jeff Musso
- 1938 : Les Otages de Raymond Bernard : Rameau, le coiffeur
- 1938 : Alexis gentleman chauffeur de Max de Vaucorbeil et René Guissart : un acteur
- 1938 : Les Gens du voyage de Jacques Feyder (sous le nom de Pierre Labry)
- 1938 : Les Disparus de Saint-Agil de Christian-Jaque : Bernardin (sous le nom de P. Labry)
- 1938 : La Maison du Maltais de Pierre Chenal : le chef de la bande
- 1938 : Mollenard de Robert Siodmak
- 1938 : Katia de Maurice Tourneur
- 1939 : Angélica de Jean Choux : l'officier
- 1939 : Les Cinq Sous de Lavarède de Maurice Cammage : le gardien chef
- 1939 : Entente cordiale de Marcel L'Herbier : un journaliste
- 1939 : Le Dernier Tournant de Pierre Chenal (sous le nom de Labry)
- 1939 : Dernière Jeunesse de Jeff Musso : le patron du café
- 1939 : Pièges de Robert Siodmak
- 1939 : Tourbillon de Paris de Henri Diamant-Berger
- 1939 : Les Trois Tambours de Maurice de Canonge
- 1940 : Cavalcade d'amour de Raymond Bernard : Le baron de Maupré
- 1940 : Après Mein Kampf, mes crimes d'Alexandre Ryder : Roehm
- 1941 : L'Acrobate de Jean Boyer : Dubier
- 1941 : Le Dernier des six de Georges Lacombe : l'inspecteur Picard
- 1941 : Montmartre-sur-Seine de Georges Lacombe : le cafetier
- 1942 : Caprices de Léo Joannon : le portier de l'Imperator
- 1942 : Pension Jonas de Pierre Caron : Mouche
- 1942 : Le journal tombe à cinq heures de Georges Lacombe : Romain
- 1942 : L'Ange gardien de Jacques de Casembroot : Jaminet
- 1942 : La Femme perdue de Jean Choux : Le cabaretier
- 1942 : À vos ordres, Madame, de Jean Boyer : le mécanicien-chef
- 1942 : Le Capitaine Fracasse d'Abel Gance
- 1942 : Les Visiteurs du soir de Marcel Carné : le seigneur
- 1943 : Goupi Mains Rouges de Jacques Becker : Minain
- 1943 : Au bonheur des dames de André Cayatte : le serrurier
- 1943 : Arlette et l'Amour de Robert Vernay : Jules (sous le nom de Labry)
- 1943 : Jeannou de Léon Poirier
- 1943 : Mahlia la métisse de Walter Kapps
- 1944 : Vautrin de Pierre Billon : Paccard
- 1944 : Farandole d'André Zwobada
- 1945 : Sortilèges de Christian-Jaque : l'idiot du village
- 1945 : Les Malheurs de Sophie de Jacqueline Audry
- 1946 : Monsieur Grégoire s'évade de Jacques Daniel-Norman : l'aubergiste
- 1946 : Trente et quarante de Gilles Grangier
- 1946 : L'Affaire du collier de la reine de Marcel L'Herbier : Hubert
- 1946 : La Foire aux chimères de Pierre Chenal
- 1947 : Histoire de chanter de Gilles Grangier : l'agent
- 1947 : Les Aventures de Casanova de Jean Boyer : François
- 1947 : Le Chanteur inconnu de André Cayatte : le machiniste
- 1947 : Pour une nuit d'amour de Edmond T. Gréville : le brigadier
- 1947 : Les gosses mènent l'enquête de Maurice Labro : Fiellat
- 1947 : Fantômas de Jean Sacha
- 1948 : L'Idole d'Alexander Esway
- 1948 : Clochemerle de Pierre Chenal : Nicolas
- 1948 : Émile l'Africain de Robert Vernay : le patron
- 1948 : La Belle Meunière de Marcel Pagnol
- 1948 : Piège à hommes de Jean Loubignac
- 1949 : L'échafaud peut attendre d'Albert Valentin : le patron du café

## Théâtre
- 1921 : Le Caducée d'André Pascal, théâtre de la Renaissance, théâtre du Gymnase
- 1921 : Chéri de Colette, mise en scène Robert Clermont, théâtre Michel à Paris
- 1922 : Molière et son ombre de Jacques Richepin, mise en scène Cora Laparcerie, théâtre de la Renaissance
- 1924 : Le Singe qui parle de René Fauchois, mise en scène René Rocher, Comédie-Caumartin
- 1927 : Ventôse de Jacques Deval, mise en scène René Rocher, Comédie-Caumartin
- 1928 : J'ai tué de Léopold Marchand, mise en scène René Rocher, théâtre Antoine
- 1929 : Feu la mère de Madame de Georges Feydeau, mise en scène Marcel Simon, théâtre Antoine
- 1932 : Il était une fois… de Francis de Croisset, mise en scène Harry Baur, théâtre des Ambassadeurs
- 1935 : Y'avait un prisonnier de Jean Anouilh, théâtre des Ambassadeurs
- 1947 : Messieurs, mon mari d'Eddy Ghilain, théâtre de Paris
- 1948 : Voyage à Washington de Garson Kanin, mise en scène Henri Bernstein, théâtre des Ambassadeurs